# Big Bass Lake
Big Bass Lake es un lugar designado por el censo ubicado en los condados de Lackawanna y Wayne en el estado estadounidense de Pensilvania. En el año 2010 tenía una población de 1.270 habitantes.

## Geografía
Big Bass Lake se encuentra ubicado en las coordenadas 41°15′11″N 75°28′21″O / 41.25306, -75.47250.